# Puhatu
Koordinaten: 59° 11′ N, 27° 38′ O
Puhatu ist ein Dorf (estnisch küla) in der Landgemeinde Alutaguse (bis 2017 Illuka). Es liegt im Kreis Ida-Viru (Ost-Wierland) im Nordosten Estlands.

## Beschreibung
Das Dorf hat 31 Einwohner (Stand 2011).
Bei Puhatu befindet sich eines der ausgedehntesten Moorgebiete Estlands. Das Puhatu sooala ist über 40 Kilometer lang und 25 Kilometer breit. Die insgesamt fast 600 Quadratkilometer große Moorlandschaft erstreckt sich bis zum Peipussee. Sie ist seit 1967 Naturschutzgebiet.
Darin befinden sich zahlreiche Seen. Der größte unter ihnen ist mit 20,9 Hektar der Puhatusee (Puhatu järv). Weitere Seen sind der Viinamardi järv (2 Hektar), der Korponi järv (0,6 Hektar), der Puhatu Martiska järv (6,3 Hektar) und der Pahasenja järv (2,1 Hektar).